# Hou Yuon
Hou Yuon (1930 – 1976 ?), était un homme politique cambodgien de gauche.
Ancien ministre de Norodom Sihanouk à la fin des années 1950, il rejoint en 1967 le mouvement khmer rouge pour échapper à la répression qui s’abat sur les milieux de gauche. Malgré les postes à responsabilité qu’il y occupera, et certainement à cause de son opposition aux mesures les plus radicales que voulaient prendre les partisans de Pol Pot, il fut « purgé » par ces derniers.

## Biographie
Hou Yuon (comme pour tout Cambodgien, le patronyme précède le prénom) est né à Kampong Cham en 1930, mais contrairement à la plupart des futurs dirigeants khmers rouges, il est issu d’un milieu modeste ; sa famille est d’origine sino-khmère et son père possédait une petite plantation de riz et de tabac.
Comme beaucoup de ses futurs collègues, il fréquente le lycée Sisowath de Phnom Penh où il se lie d’amitié avec Khieu Samphân. À Paris, où il est allé étudier le droit et l’économie dans les années 1950, il était très populaire auprès de ses camarades qui le choisirent à l’unanimité pour diriger l’Association des Étudiants Khmers (AEK). Il se lia d’amitié avec Saloth Sâr, futur Pol Pot qui devient membre de la cellule du cercle marxiste dirigée par Hou Yuon. Cette relation lui sera bien utile plus tard quand il connut des difficultés liées à ces prises de position.
Ses activités politiques le conduisent à faire plusieurs voyages d’études, un en Yougoslavie en 1950, un autre à Berlin Est en 1951 et enfin un en Roumanie en 1953.
En 1952, Hou Yuon, Saloth Sâr, Ieng Sary et d’autres étudiants de gauche se font remarquer en écrivant une lettre ouverte au roi Norodom Sihanouk, l’appelant « l’étrangleur de la démocratie naissante ». Les autorités françaises ordonneront la dissolution de l’AEK et les signataires se verront retirer leurs bourses.
En 1954 il présente avec succès sa thèse en économie intitulée « la paysannerie du Cambodge et ses projets de modernisation » Il y préconise une collectivisation des terres et des moyens de production pour lutter contre « les taux usuriers et les taxes qui étaient les principales entraves à de meilleures conditions de vie des cultivateurs ».
En 1956, il participera avec Khieu Samphân à la création de l’Union des Étudiants Khmers.
À son retour au Cambodge, il devient professeur au lycée Kambujaboth. Cette école, littéralement « enfants du Cambodge », tire son nom du pseudonyme qu’utilisa en 1946 – 1947 le prince Sisowath Youtevong dans un journal proche de l’ancien parti démocrate. L’école fut fondée par des militants de cette formation en juin 1952, après que Sihanouk les ait évincés du pouvoir. Elle était également surnommée à ses débuts « école Thom Ouk », du nom d’un ancien politicien qui était également un de ces principaux bailleurs de fonds, mais à partir de la fin des années 1950, on lui substitua celui d’« école Hou Yuon » en l’honneur de son enseignant le plus actif. À cette époque, l’établissement avait acquis la réputation d’accueillir des éléments communistes radicaux.
En 1958, le prince Norodom Sihanouk le choisit pour représenter le Sangkum aux élections. Après avoir été investi au parlement, il devint un jeune secrétaire d’état à la santé publique et au budget, chargé surtout de contrebalancer l’influence de la droite dans la politique d’équilibre voulu par le chef de l’État et qui vaudra plus tard à Khieu Samphân d’accéder lui aussi à des fonctions gouvernementales.
En 1960, tout en conservant ses fonctions ministérielles, il intègre la faculté de droit et de sciences économiques de Phnom Penh. Toutefois, en 1963, alors que Hou Yuon n’a, à de multiples reprises, montré qu’un soutien mesuré à la politique du prince, il est victime d’un vote de défiance du parlement, accusé de « menées anticonstitutionnelles et antimonarchistes » et doit démissionner de son ministère. Il retournera alors à Kambujaboth où il exercera la fonction de directeur et s’attirera régulièrement les foudres de Sihanouk à cause des critiques qu’il formulera à l’égard de son souverain, lui reprochant par exemple à une occasion d’avoir sa rue éclairée en permanence alors qu’ailleurs à Phnom Penh, les foyers étaient contraints d’utiliser l’électricité avec parcimonie. Malgré ces différends, il approuvera en 1964 la politique de nationalisations de l’économie. Durant cette même année 1964, il publie aussi une édition révisée de La question coopérative, son livre écrit en 1956. La nouvelle version de l’ouvrage proposait maintenant une alliance des socialistes avec le régime de Sihanouk. Il contenait une étude approfondie qui tentait de démontrer qu’une organisation en coopérative pouvait aider les petits paysans, notamment en leur évitant de devoir recourir à des prêteurs sans scrupules et mettre fin à « l’oppression » des villes sur les campagnes. Enfin, contrairement à la ligne qu’adopteront plus tard les dirigeants khmers rouges, Hou Yuon démontrait que ni les travailleurs urbains ni les petits propriétaires terriens n’oppressaient la paysannerie pauvre.
En avril 1967, quand l’attitude de Norodom Sihanouk se durcit vis-à-vis de son aile gauche et qu’il menaça de faire convoquer Hou Yuon et Khieu Samphân devant des tribunaux militaires afin de leur « poser quelques questions », craignant pour leurs vies, les deux intéressés quittèrent précipitamment la ville. Toutefois, quand on découvrit leur disparition, beaucoup à Phnom Penh pensèrent qu’ils avaient été tués et dans la province de Kandal par exemple, plus de quinze mille étudiants se seraient réunis dans différents monastères pour commémorer ce qu’ils appelaient le martyre de Hou Yuon et Khieu Samphân. Des manifestations similaires étaient signalées à Kampong Cham.
En mars 1970, profitant de l'absence de Sihanouk, la droite cambodgienne le dépose. Le 23 mars, depuis Pékin où il avait trouvé refuge, le prince lançait un appel aux armes et invitait tous les Cambodgiens à rejoindre le Front uni national du Kampuchéa qu’il allait créer prochainement qui, outre ses partisans, devait aussi comporter ses ennemis khmers rouges de la veille. Si l’appel eut peu de répercussion dans les villes, il n'en fut pas de même des campagnes où les maquis connurent une croissance fulgurante. Le 10 avril, Hou Yuon, Khieu Samphân et Hu Nim, surnommés les trois fantômes depuis leur disparition de Phnom Penh et que beaucoup pensaient liquidés par la police de Sihanouk, faisait leur première déclaration publique depuis 1967 dans laquelle ils apportaient leur soutien au front dirigé par Sihanouk et demandaient aux paysans cambodgiens de rejoindre les maquis.
Peu après, Hou Yuon devient successivement ministre de l’intérieur puis des réformes communales et des coopératives au sein du Gouvernement royal d'union nationale du Kampuchéa (GRUNK) fondé par le prince déchu depuis son exil à Pékin. Mais là où Khieu Samphân se satisfaisait à suivre les consignes du parti, Hou Yuon y était réticent. Dès 1970, il critiquait les directives qu’on voulait lui imposer et se plaignait qu’on utilise son nom comme un « écran » et de faire de lui un « ministre marionnette ». Nommément responsable de la collectivisation dans le gouvernement de résistance de Norodom Sihanouk, il aurait exprimé de vives critiques au congrès du Parti communiste du Kampuchéa en 1971. Hou Yuon pensait que le système de coopératives avait été imposé trop rapidement et était contre la collectivisation des objets personnels et de la nourriture ainsi qu’opposé à la suppression des équipes d’entraide mutuelle et des potagers familiaux qui pour lui mécontentaient les masses.
Il aurait aussi été contre l’abolition des marchés qui empêchait les éléments patriotiques bourgeois de soutenir la révolution. Il aurait aussi fait à Pol Pot et Nuon Chea cette remarque prémonitoire « Si vous appliquez votre plan, je ne donne pas plus de trois ans à votre régime avant qu’il ne s’écroule ».
D'après un témoin qui passa neuf mois dans les maquis en 1972, Hou Yuon avait l'habitude de se livrer par contre en privé à des diatribes contre la république démocratique du Viêt Nam et le Việt Cộng. Il les accusait de dévaliser et piller les paysans, d’avoir exploité et escroqué les combattants khmers rouges et leurs dirigeants quand ceux-ci étaient faibles et désarmés. Il affirmait également que depuis le milieu de 1972, le parti communiste du Kampuchéa revendiquait une certaine indépendance que les dirigeants de Hanoï et du Việt Cộng se devaient de respecter. En public, Hou Yuon et ses camarades se montraient par contre moins loquaces sur le sujet, et ce n’est qu’en 1973, quand la plupart des troupes vietnamiennes s’étaient retirées, que les dirigeants khmers rouges commencèrent à les désigner sous la dénomination d’ennemis numéro un.
Toujours est-il qu’en 1974, à cause de son franc-parler, il fut mis à l’écart et dut aller cultiver des légumes et élever des cochons dans un petit camp khmer rouge appelé K6.
Après sa pénitence, il retrouva brièvement des responsabilités et fit une allocution à la radio khmère rouge en janvier 1975, enjoignant aux habitants de Phnom Penh de changer de camp s’ils ne voulaient pas « mourir inutilement ». Mais le mois suivant, il était à nouveau inquiété et, avec deux autres vétérans khmers rouges considérés comme trop libéraux, il fut cantonné dans plusieurs camps provisoires khmers rouges, jusqu’à ce que Phnom Penh fût « sécurisé ».
Hou Yuon fut néanmoins présent au meeting de mai 1975 durant lequel Pol Pot présenta aux dirigeants khmers rouges son programme en huit points. D’après plusieurs témoignages, il se serait vertement opposé à l’évacuation des villes et la suppression de la monnaie, ce qui lui aurait coûté son éviction définitive.
Les circonstances et la date de sa mort demeurent obscures et de nombreuses versions circulent. Certains chercheurs occidentaux prétendent qu’il a été exécuté un peu après le 17 avril 1975, quand les Khmers rouges ont pris Phnom Penh. De nombreux témoignages contestent aujourd’hui cette version. En 2007, Philip Short a même retrouvé quelqu’un qui prétend l’avoir vu vivant dans une base près de Stoeng Treng, à la fin de l’automne 1976. Les causes exactes de sa mort ont alimenté de nombreuses controverses. Certains prétendent qu’il serait mort de maladie après avoir été jugé – des confessions retrouvées à Tuol Sleng indiquent qu’il aurait été « jugé » en 1975 -, alors que d’autres pensent qu’il a été acculé au suicide. Enfin, certaines sources khmères rouges affirment qu’il aurait été tué lorsque Pol Pot envoya un montagnard pour le ramener à Phnom Penh. À son arrivée, Hou Yuon aurait fait un geste brusque que le garde aurait interprété comme une tentative de prendre son arme et lui aurait tiré dessus, le blessant mortellement. Comme de coutume avec les Khmers rouges, qui ne rechignent pas à modifier les versions sur des faits passés en fonction des circonstances, Hou Yuon retourna en grâce dans les discours après 1978, et, quand Pol Pot faisait référence à lui, il l’appelait « camarade » ce qui montrait que sa loyauté n’était plus mise en doute.